# Salia remulcens
Salia remulcens är en fjärilsart som beskrevs av Felder och Alois Friedrich Rogenhofer 1874. Salia remulcens ingår i släktet Salia och familjen nattflyn. Inga underarter finns listade.